# Damaged Goods (film fra 1919)
 For alternative betydninger, se Damaged Goods. (Se også artikler, som begynder med Damaged Goods)
Damaged Goods er en britisk stumfilm fra 1919 af Alexander Butler.

## Medvirkende
- Campbell Gullan som George Dupont
- Marjorie Day som Henrietta Louches
- J. Fisher White
- James Lindsay som Rouvenal
- Joan Vivian Reese som Edith Wray